# Lágrimas (foto)
Larmes ou Lágrimas é uma foto em preto e branco criada entre 1930 e 1932 pelo fotógrafo americano Man Ray. A imagem foi publicada na edição de dezembro de 1935 da revista de arte surrealista Minotaur, embora uma imagem recortada de um único olho tivesse aparecido em um livro de 1934 com as fotos de Ray. Uma impressão de Larmes está na coleção do J. Paul Getty Museum, na Califórnia.
A foto é um close-up extremo do rosto de uma mulher voltado para cima com gotas de vidro colocadas em suas bochechas para imitar as lágrimas. Diferentes interpretações foram dadas para o significado da foto. O historiador da arte Erin C. Garcia escreveu que Ray "emulou o melodrama que compensava a falta de diálogo nos filmes mudos" em Larmes e comparou os olhos da modelo a "criaturas parecidas com insetos com centenas de pernas", e outro crítico questionou se a imagem foi "ridicularizar as lágrimas de crocodilo fêmeas, ou despejar desprezo sobre os homens que são enganados por tal sentimentalismo".
Uma venda da Larmes em 1995 valorizou a imagem entre U$$ 200.000 e U$$ 250.000.